# Beregama goliath
Beregama goliath is een spinnensoort in de taxonomische indeling van de jachtkrabspinnen (Sparassidae).
Het dier behoort tot het geslacht Beregama. De wetenschappelijke naam van de soort werd voor het eerst geldig gepubliceerd in 1965 door Pater Chrysanthus.